# Rhaphidophora sinica
Rhaphidophora sinica är en insektsart som beskrevs av Bei-bienko 1962. Rhaphidophora sinica ingår i släktet Rhaphidophora och familjen grottvårtbitare. Inga underarter finns listade i Catalogue of Life.